# Trimma griffithsi
Trimma griffithsi es una especie de peces de la familia de los Gobiidae en el orden de los Perciformes.

## Morfología
Los machos pueden llegar a alcanzar los 3 cm de longitud total.

## Hábitat
Es un pez de Mar y de clima tropical que vive entre 25-32 m de profundidad.

## Distribución geográfica
Se encuentra en el Índico y al oeste del Pacífico.

## Observaciones
Es inofensivo para los humanos.